# Bethel (Botswana)
Pour les articles homonymes, voir Bethel.
Bethel est une ville du Botswana.